# بخش راش (شهرستان توسکاراواس، اوهایو)
بخش راش (به انگلیسی: Rush Township) یک منطقهٔ مسکونی در ایالات متحده آمریکا است که در شهرستان توسکاراوس، اوهایو واقع شده‌است.
 بخش راش ۷۷٫۰ کیلومتر مربع مساحت و ۸۸۷ نفر جمعیت دارد و ۳۶۱ متر بالاتر از سطح دریا واقع شده‌است.